# Rex E. Wallace
Rex E. Wallace (13 septembre 1952) est un linguiste américain.

## Biographie
Rex titulaire d'un BA en latin et d'une MA en langues classiques de l'Université du Nebraska. Il a obtenu son doctorat (PhD) en linguistique de l'Ohio State University en 1984. Professeur de lettres classiques à l'Université du Massachusetts à Amherst, où il enseigne depuis 1985. Ses principaux intérêts de recherche et d'enseignement sont la linguistique grecque, latine et étrusque, la linguistique historique, la morphologie et la lexicographie anglaise,.

## Publications
- Language files, materials, 1982.
- Lucilius and satire in second-century BC Rome, 1985.
- Res gestae divi Augusti : as recorded in the Monumentum Ancyranum and the Monumentum Antiochenum, 2000.
- An introduction to wall inscriptions from Pompeii and Herculaneum, Bolchazy-Carducci publishers, 2005.
- The Sabellic Languages of Ancient Italy, Lincom, 2007.
- Zikh Rasna. A Manual of Etruscan Language and Inscriptions, Beech Stave, 2008.
- The archaeology of language at Poggio Civitate (Murlo) 2013.
- Language, Alphabet and Linguistic Affiliation, en S. Bell and A. Carpino, eds., "A Companion to the Etruscans", Wiley-Blackwell, 2016.